# Longhope (Orcadi)
Longhope è un villaggio costiero dell'isola di South Walls, nelle Isole Orcadi, in Scozia. South Walls è collegata a Hoy tramite una strada sopraelevata e Longhope risulta essere l'insediamento abitato di dimensioni maggiori di entrambe le isole. Il villaggio si trova sulla B9047, la principale strada di Hoy e South Walls.

## Storia
Una batteria di artiglieria costiera, la Hackness Gun Battery, si stabilì presso Longhope per difendere i convogli baltici dagli attacchi nemici. Scavi realizzati dalla Headland Archaeology hanno dimostrato che questa batteria subì due stadi di sviluppo: fu costruita tra il 1813 e il 1815 in risposta a un percepito pericolo proveniente dai corsari americani. Su raccomandazione dell'ammiragliato, la base fu costruita lungo una delle sole tre Torri Martello della Scozia; le altre erano lungo la baia, da Hackness a Crockness e la Tally Toor nel Leith. Otto cannoni da 24 libbre furono posizionati nella batteria originale ma, durante una revisione del sistema, furono sostituiti nel 1866 con quattro cannoni da 68 libbre. Queste modifiche furono effettuate in risposta ad un percepito pericolo proveniente dai feniani basati in America. Nessun'arma sparò mai dalla batteria e i resti portati alla luce con gli scavi sono stati lasciati per le visite da parte del pubblico.

### Barche di salvataggio
Un'imbarcazione per il salvataggio del Royal National Lifeboat Institution staziona a Longhope dal 1874; la vecchia sede del salvataggio è oggi un museo, con l'ex imbarcazione Thomas McCunn attualmente in mostra. Il 17 marzo 1969 la stazione subì una delle peggiori tragedie della storia del salvataggio britannico, quando la sua scialuppa, T.G.B., si capovolse causando la morte di tutta la ciurma di otto persone, dopo aver ricevuto una richiesta di aiuto in occasione di una violenta tempesta. La barca fu recuperata, riparata e riallocata ad un'altra stazione. Oggi si trova in mostra al Museo Marittimo Scozzese. In totale, al 2004, la stazione ha ricevuto 26 onorificenze per il coraggio dimostrato.